# Schönewörde
Schönewörde é um município da Alemanha localizado no distrito de Gifhorn, estado da Baixa Saxônia.
Pertence ao Samtgemeinde de Wesendorf.